# Gavin Hood
Gavin Hood, född 12 maj 1963 i Johannesburg, är en sydafrikansk filmregissör, manusförfattare och skådespelare. Han är utbildad jurist, och studerade film på University of California. Han vann flera stora filmpris för sin film Tsotsi (2005), bland annat en Oscar för bästa utländska film och pris vid panafrikanska filmfestivalen FESPACO 2007.

## Filmografi som regissör (i urval)
- 2005 – Tsotsi
- 2007 – Utlämnad
- 2009 – X-Men Origins: Wolverine
- 2013 – Ender's Game
- 2015 – Eye in the Sky